# Muzyka Serc
Muzyka Serc − debiutancki album polskiego zespołu reggae, Bethel. Wydawnictwo ukazało się 13 listopada 2010 roku nakładem wytwórni muzycznej Lou & Rocked Boys.

## Lista utworów
Źródło.
1. "Energia"
2. "Muzyka Serc"
3. "Kochaj Życie"
4. "Love Song"
5. "Zabrali mi skrzydła"
6. "Przeklęte miasto"
7. "Stacja Babilon"
8. "Nieścisłości"
9. "Otwieraj"
10. "Jesteś moim życiem"
11. "Skafander"
12. "Zittauer Dub"